# Leupp
Leupp é uma Região censo-designada localizada no estado americano de Arizona, no Condado de Coconino.

## Demografia
Segundo o censo americano de 2000, a sua população era de 970 habitantes.

## Geografia
De acordo com o United States Census Bureau tem uma área de
34,1 km², dos quais 34,0 km² cobertos por terra e 0,1 km² cobertos por água.

## Localidades na vizinhança
O diagrama seguinte representa as localidades num raio de 64 km ao redor de Leupp.